# Öresundståg
Öresundståg (česky Öresundský vlak) je systém regionální železniční dopravy v oblasti úžiny Öresund, která spojuje dánské hlavní město Kodaň s Malmö a dalšími švédskými městy jako Göteborg, Karlskrona či Växjö. Provoz byl zahájen společně s otevřením Öresundského mostu 1. července 2000. Na konci roku 2024 byly v provozu tři linky, které obsluhovaly 46 stanic a zastávek. Dopravcem je od 11. prosince 2022 společnost Transdev.

## Provoz
Výchozí stanicí spojů Öresundståg na dánské straně je od 12. prosince 2021 stanice København Østerport (dříve jezdily až do města Helsingør). Vlaky poté jedou přes hlavní nádraží, letiště a Öresundský most do Švédska. V době dopravní špičky jezdí ve společném úseku Østerport – Lund šest vlaků za hodinu v každém směru, mimo špičku pak čtyři vlaky. Ve Švédsku jsou spoje Öresundståg integrovány do tarifu místního dopravního systému Skånetrafiken a společně s příměstskými vlaky Pågatåg tvoří základ regionální dopravy. Na konci roku 2024 byly v provozu tyto tři linky:
- København Østerport – København H – Malmö – Lund – Helsingborg – Halmstad – Göteborg
- København Østerport – København H – Malmö – Lund – Hässleholm – Kristianstad – Karlskrona
- København Østerport – København H – Malmö – Lund – Hässleholm – Alvesta – Växjö – Kalmar

## Vozový park
Všechny spoje Öresundståg obsluhují třívozové elektrické jednotky řady X31, které v letech 1999 až 2012 vyrobily společnosti Adtranz a Bombardier Transportation. V letech 2014 až 2024 proběhla jejich modernizace, při které byly naistalovány pohodlnější sedadla v 1. třídě, došlo ke zvětšení prostoru pro invalidní vozíky i k rekonstrukci toalet. Celkem je k dispozici 111 jednotek s maximální rychlostí 180 km/h a výkonem 2 300 kW. Každá jednotka pojme až 229 sedících cestujících. Mezi stanicemi Østerport a Hässleholm jezdí devítitovozové soupravy (tři spřažené jednotky řady X31), v ostatních úsecích tří nebo šestivozové soupravy.

## Galerie

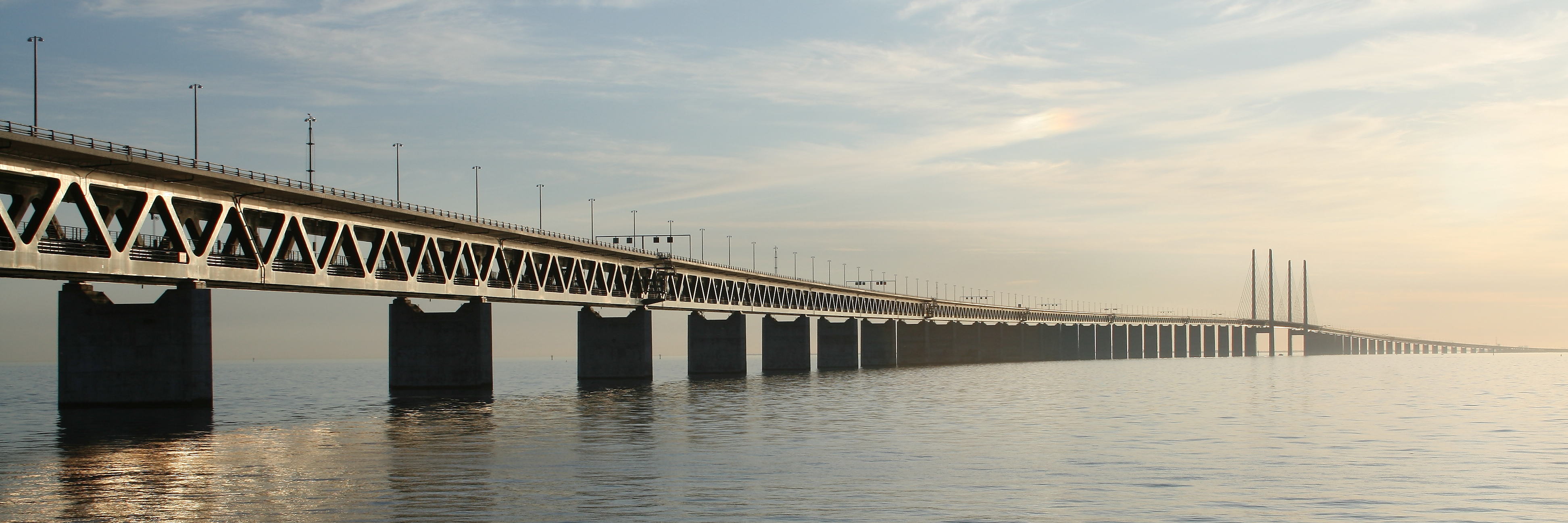
Öresundský most
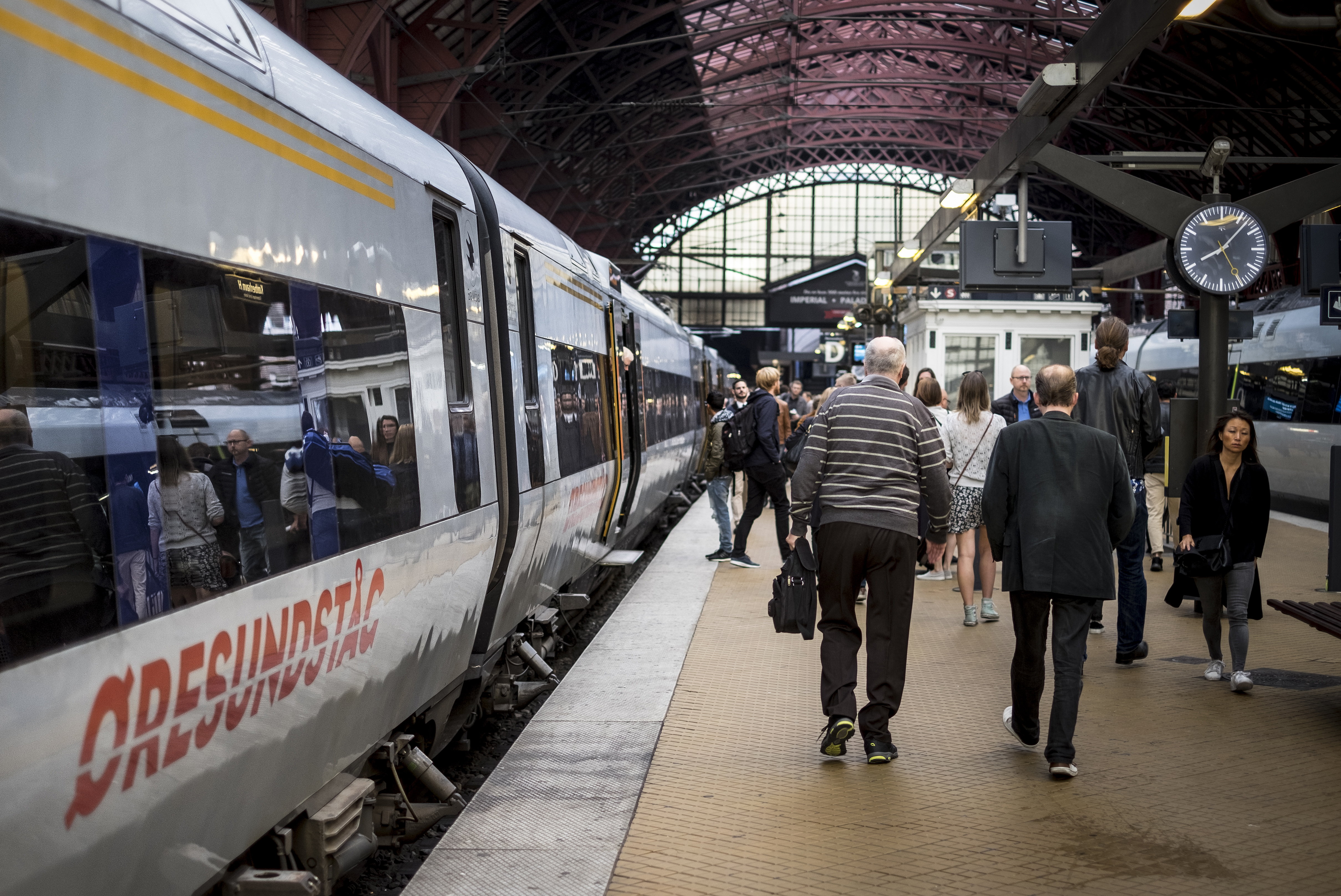
Souprava Öresundståg v Kodani
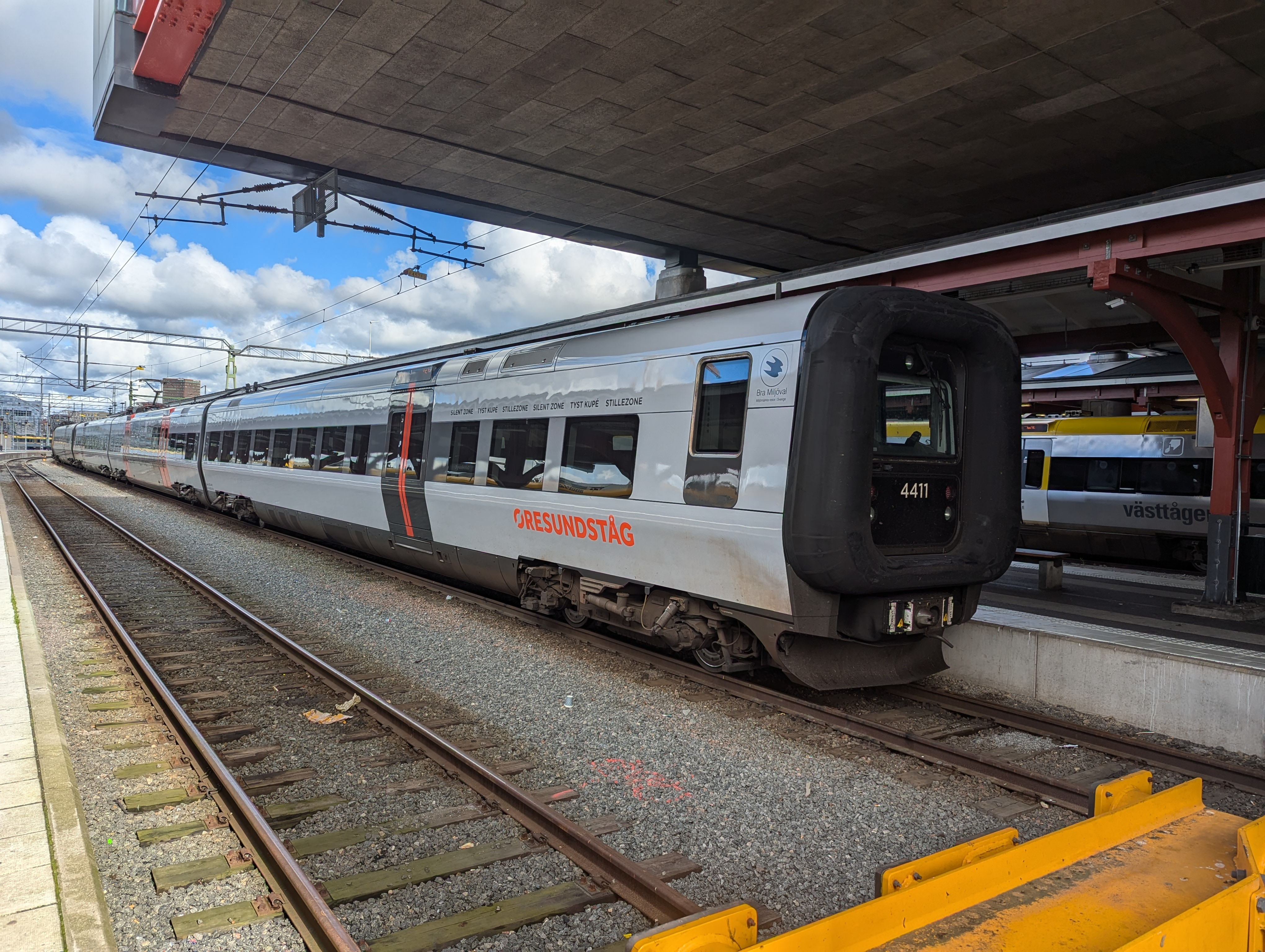
Jednotka jednotky X61 v Göteborgu
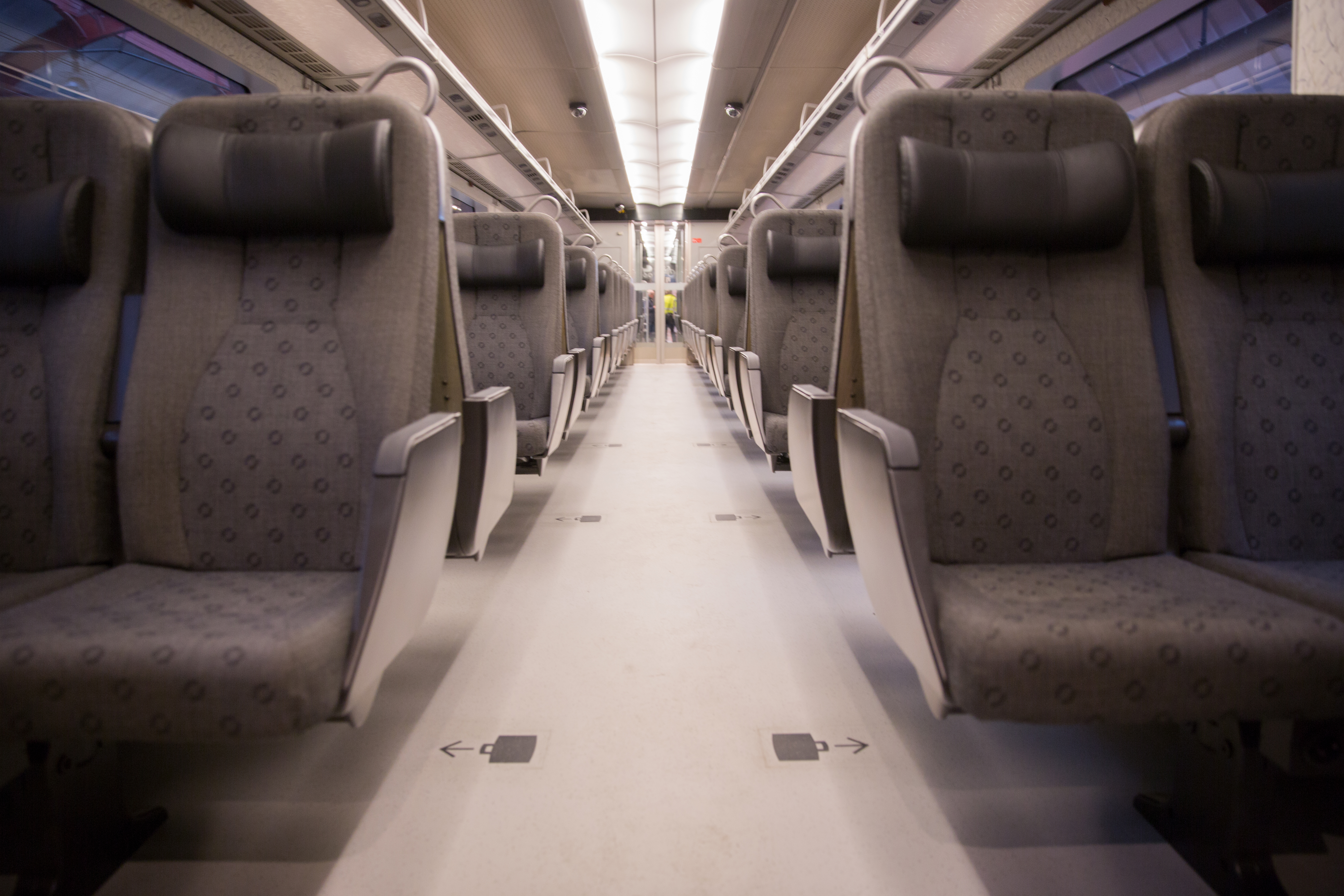
Interiér jednotky řady X31
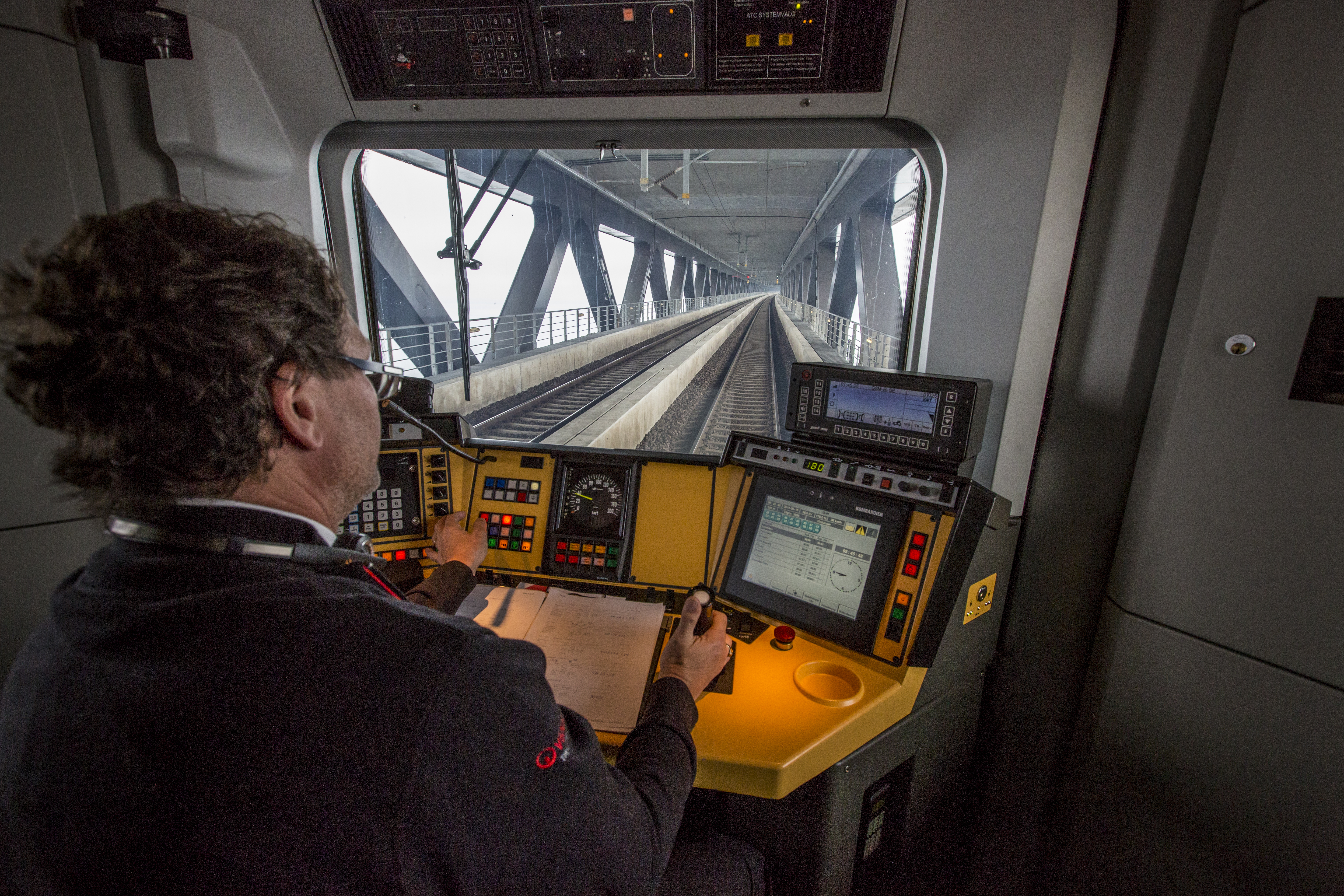
Öresundståg na Öresundském mostě
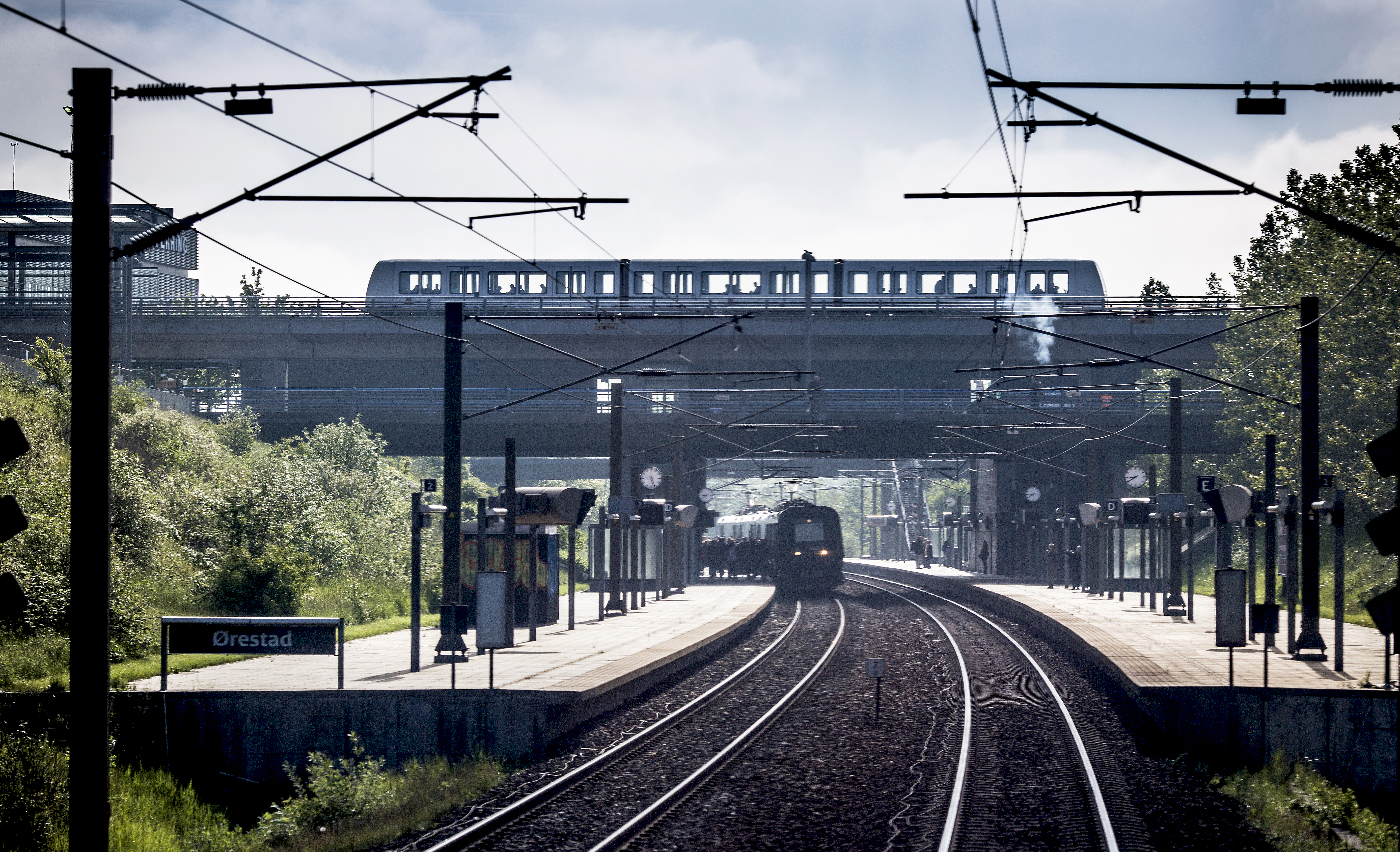
Stanice Ørestad a souprava kodaňského metra